# Philander mcilhennyi
Philander mcilhennyi är en pungdjursart som beskrevs av Gardener och Patton 1972. Philander mcilhennyi ingår i släktet Philander och familjen pungråttor. IUCN kategoriserar arten globalt som livskraftig. Inga underarter finns listade.
Den första individen som upptäcktes (holotyp) hade en kroppslängd (huvud och bål) av 579 mm, en svanslängd av 298 mm, 43 mm långa bakfötter och 39 mm långa öron. Med undantag av två vita fläckar vid ögonen samt av en vit eller ljusbrun fläck på varje kind har pälsen en svart färg. De första 20 procent av svansen nära bålen är täckta av päls. Andra delar av svansen bär fjällig hud och nära spetsen är svansen vit. På ovansidan av händer och fötter kan det förekomma hår med silvergråa spetsar.
Pungdjuret förekommer i nordvästra Brasilien och angränsande delar av Peru. Arten vistas där i skogar.